# Юхары-Кюрдмахмудлу
Юхары-Кюрдмахмудлу (азерб. Yuxarı Kürdmahmudlu) — село в Физулинском районе Азербайджана, в 23 км к востоку от города Физули, на берегу реки Кёнделен.
Село получило название от основавшего его клана кюрдмахмудлу.
По данным «Свода статистических данных о населении Закавказского края, извлеченных из посемейных списков 1886 года», в селе Кюрд-Махмудлу Алиханлинского сельского округа Джебраильского уезда Елизаветпольской губернии было 94 дыма и проживало 564 азербайджанца (указаны как «татары»), по вероисповеданию — шиитов. Всё население являлось владельческими крестьянами.
В 1993 году, во время Первой карабахской войны, Юхары-Кюрдмахмудлу, расположенное вблизи зоны военных действий, оказалось занято армянскими войсками и подверглось разрушению. Жители покинули село. В январе 1994 года, в ходе зимнего контрнаступления, азербайджанской армии удалось восстановить контроль над селом и вернуть туда жителей.
Близ Юхары-Кюрдмахмудлу расположен мавзолей Софи-Гасана (XIX век).